# Silvano Girardello
Silvano Girardello (Giacciano con Baruchella, 27 maggio 1928 – Verona, 27 giugno 2016) è stato un pittore italiano.

## Biografia
Nasce in provincia di Rovigo, ma già da bambino la sua famiglia si trasferisce a Verona, città dove vivrà tutta la vita e nella quale parteciperà attivamente al dibattito culturale e sarà un punto di riferimento della vita artistica. 
Si diploma al Liceo Artistico di Bologna. Si iscrive alla facoltà di architettura di Venezia che dopo tre anni abbandona per dedicarsi completamente alla pittura. Dal 1955 insegna educazione artistica nelle scuole medie. Nel 1960 sposa Carmela Orlando, pittrice di talento anche lei, pensare che una sua opera è a Milano nella collezione dei disegni e grafiche di Castello Sforzesco. Dal 1984 diventa titolare di Cattedra di Pittura all' Accademia di Belle Arti Gian Bettino Cignaroli di Verona di cui diverrà anche direttore per alcuni anni. 
Girardello dalla fine degli anni Cinquanta ha rappresentato una voce originale della pittura contemporanea italiana e non solo, è stato artista colto e attento al dibattito culturale e artistico del suo tempo.
Non può essere inserito in una corrente pittorica precisa, il termine "plurilinguismo" è quello che più di ogni altro connota quasi tutto il suo lavoro.
Spesso prende a modello opere di pittori del passato come Paolo Veronese, Renoir, Goya, Millet, Van Gogh, Munch, Bacon. La storia dell'arte diventa un serbatoio dal quale prende citazioni che varia molteplici volte.
Tra il 1957 e il 1961 incomincia a esporre in varie collettive, del 1961 è quella della Biennale di Parma e nella stessa città sempre nello stesso anno tiene la prima mostra personale. È il periodo della serie dedicata alle vittime di Hiroshima. Nel 1965 tiene la prima mostra personale a Verona, alla Galleria Ferrari. Verona è la città nella quale si è trasferito con la famiglia nel 1933 e nella quale ha vissuto e lavorato per tutta la vita.
Dal 1964 e per tutti gli anni sessanta incomincia a utilizzare altre tecniche oltre alla pittura, come l'inserimento nei quadri di plastiche, tele cerate, fotografie e altri materiali. È il periodo considerato "pop", è vicino infatti alla "pop art".
Ha realizzato anche molte grafiche, serigrafie e litografie.
Nel 1967 entra a far parte del Gruppo Intrarealista ed espone nella collettiva di Palazzo Strozzi del 1967, alla mostra tra gli altri figurano Santomaso, Finotti, Vivarelli, Mellini.
Negli anni '70 ritorna alla pittura e incomincia la serie de "Il Ratto d'Europa" partendo dall'opera di Paolo Veronese di Palazzo Ducale.
Negli anni '80 e '90 dipinge quadri con temi di interni, bestie di campagna, passeggiate che esporrà nel 1990 alla galleria dello Scudo di Verona, del 1992 è il ciclo del "Quadro nel quadro" e nel 1995 ha inizio il ciclo de "L'Angelus", a partire dall'opera notissima di Millet la studia, ripropone, scompone in più di settanta variazioni fino ai primi anni 2000. 
Nel periodo 2004-2006 torna a temi più intimi, dipinge i paesaggi dell'infanzia e riprende nuovamente gli autori e le opere che hanno caratterizzato il suo percorso.
La sua arte spesso si è sviluppa in cicli - temi pittorici reiterati in molteplici opere, tra i più significativi:
- Vittime di Hiroshima
- Chi viene a giocare con me?
- Il Ratto d'Europa
- La donna e la gallina
- I capricci
- L'Angelus
- Gli interni
- Il quadro nel quadro
- Le passeggiate
- Il Quadrivio

Silvano Girardello ha collaborato con interventi critici, recensioni e articoli vari alle riviste d'arte "NAC" (1970/1980), "Arte e Società" e, occasionalmente, con altri giornali e riviste. 
Silvano Girardello si spegne a Verona il 27 giugno 2016. 
A un anno esatto dalla sua scomparsa, dal 27 giugno al 16 luglio 2017, il pittore viene omaggiato a Verona, al Palazzo della Gran Guardia (piano nobile), da un'approfondita mostra antologica.
Le sue opere sono presenti in musei e in prestigiose collezioni pubbliche e private in Italia e all'estero. Tra queste si ricordano 
- Galleria d'arte moderna Achille Forti  (VR)
- MAGI '900 di Pieve di Cento (BO)
- Galleria Civica d'Arte Contemporanea Suzzara (MN)
- Fondazione Cariverona (VR)
- Museo arte Gallarate MA*GA (VA)
- Pinacoteca Comunale del Comune di Thiene (VI)
- Galleria Nazionale di Parma
- Galleria Internazionale d'Arte Moderna Ca' Pesaro (VE)
- Museo d'arte Moderna dell'alto Mantovano
- Pinacoteca dell'Accademia dei Concordi di Rovigo

### Principali Mostre personali
- 1961 tiene la prima personale a Parma alla Galleria Comunale del Teatro, presentato in catalogo da Arturo Carlo Quintavalle.
- 1965 tiene la prima personale veronese alla Galleria Ferrari, presentato in catalogo da Licisco Magagnato.
- 1969 espone alla Galleria dello Scudo di Verona, presentato in catalogo da Mario De Micheli.
- 1970 Galleria Ciak, Roma
- 1979 Galleria Cocorocchia, Milano
- 1983 Galleria d'Arte Moderna Palazzo Forti, Verona
- 1990 Galleria dello Scudo, Verona
- 1992 Galleria Giulia, Roma
- 1996 Galleria dello Scudo, "l'Angelus", Verona, presentato in catalogo da Luigi Meneghelli
- 1998 Museo d'arte moderna Gazoldo degli Ippoliti (MN), "Silvano Girardello Antologica"
- 2000 Comune di Rovigo Pescheria Nuova e Accademia dei Concordi, "Silvano Girardello Cose di Campagna"
- 2017 Palazzo della Gran Guardia, piano nobile, Verona, "Chi viene a Giocare con me?"
- 2018 Galleria Arianna Sartori, Mantova

### Principali Mostre collettive
- 1962 Biennale al Palazzo della Permanente di Milano
- 1967, Palazzo Strozzi, Firenze, figura alla collettiva "Intrarealismo".
- 1970 Mostra "Arte contro" ad Arezzo
- 1976 e 1982 "Artisti Veronesi" a Salisburgo
- 1980 Mostra "ad libitum" presso l'opera Bevilacqua La Masa di Venezia
- 1981 Mostra "Il materiale delle arti" al Castello Sforzesco di Milano
- 1987 Mostra di arte italiana a Sumi - URSS
- 1994 Mostra dei Maestri premiati al Premio Nazionale "Città di Trissino"
- 1996 Mostra "La dimore degli dei - sacro e dintorni" Castel Ganda di Appiano (BZ)
- 1997 Mostra "Magi, generazione anni 20/30" Pieve di Cento (BO)
- 2003-2004 Mostra "La creazione Ansiosa" da Picasso a Bacon, Palazzo Forti, Verona
- 2006 Mostra "L'infinito dentro lo sguardo" una collezione permanente, Palazzo Forti, Verona
- 2007 Mostra "Il settimo splendore" la modernità della malinconia, Palazzo della Ragione, Verona.
- 2022-2023 Mostra "FUORI nella terra dell'uomo", Palazzo Pellegrini, Fondazione Cariverona, Verona.

## Premi e riconoscimenti
Durante il suo lungo percorso pittorico riceve premi e riconoscimenti tra i quali:
- Nel 1959 Premio Giovani Gallarate con in giuria gli artisti Carlo Mattioli e Ennio Morlotti. Nello stesso anno riceve il premio "Francesco Torri" alla Permanente di Milano con il quadro Il grande nudo.
- Nel 1961 le sue opere Vittime e Coppia sono segnalate al premio della II Biennale della Città di Parma, il presidente della giuria era Renato Guttuso.
- Nel 1962 alla "Prima Biennale Nazionale del disegno" di Recoaro Terme ottiene un altro premio con l'opera L'uomo e l'ombra, in giuria Licisco Magagnato e Giuseppe Santomaso.
- Nel 1964 vince il Premio Thiene con l'opera "Intrusione".
- Nel 1965 vince ex aequo con Carlo Mattioli il II° premio alla 57ª Biennale di Verona con l'opera "Chi viene a Giocare con me?" ora nella collezione della Galleria d'Arte Moderna Achille Forti di Verona, in giuria Guido Trentini e Gino Bogoni.
- Nel 1968 vince il premio alla Biennale dell'Incisione di Venezia,
- Nel 1971 vince il I° premio alla mostra d'arte Città di Trissino
- Nel 1973 viene segnalato al Premio Suzzara.